# Wolfgang de Hohenlohe-Weikersheim
Wolfgang de Hohenlohe-Weikersheim (14 de junio de 1546, Waldenburg-28 de marzo de 1610, Weikersheim) fue el primer Conde de Hohenlohe-Weikersheim. Era el hijo de Luis Casimiro de Hohenlohe-Waldenburg, quien se autotituló Conde de Neuenstein, Langenburg, Weikersheim, Künzelsau, Kirchberg e Ingelfingen y su esposa, Ana de Solms-Lich.

## Primeros años
Dos de sus hermanos, Felipe y Alberto, habían servido en el ejército de Nassau en 1572. Vía su matrimonio con Magdalena de Nassau-Dillenburg, Wolfgang estuvo involucrado en la Guerra de los Ochenta Años, aunque los detalles de su participación son escasos.

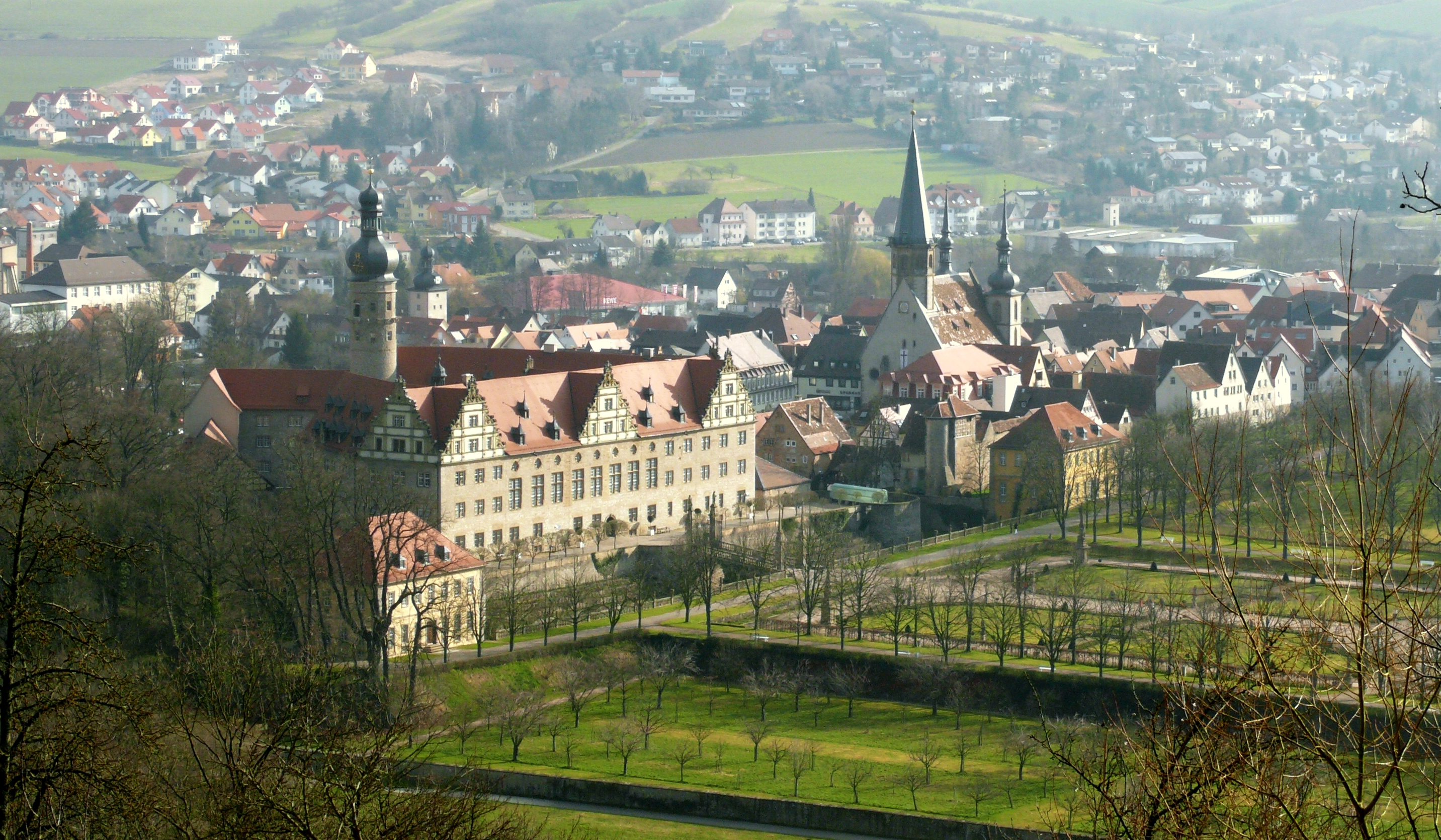
Castillo de Weikersheim.

Wolfgang es conocido por su reconstrucción del Castillo de Weikersheim en un palacio Renacentista. El nuevo palacio fue diseñado por el arquitecto neerlandés Georg Robin. Estaba localizado en la parte de Weikersheim del Condado de Hohenlohe, que Wolfgang recibió cuando el condado fue dividido después de la muerte de su padre.

## Matrimonio e hijos
En 1567, Wolfgang contrajo matrimonio con Magdalena de Nassau-Dillenburg, una hermana menor de Guillermo el Taciturno. Wolfgang y Magdalena tuvieron los siguientes hijos:
- Catalina (1567-1615)
- Ana Inés (2 de septiembre de 1568 - 8 de septiembre de 1616), desposó a Felipe Ernesto de Gleichen-Tonna (d. 1619), el Conde de Gleichen, Tonna, Spiegelberg y Pyrmont. Era el hijo del Conde Jorge de Gleichen-Tonna (d. 1570) y la Condesa Walpurga de Spiegelberg (m. 1599).
- Jorge Federico (5 de septiembre de 1569 - 7 de julio de 1645)
- Juliana (23 de julio de 1571 - 8 de marzo de 1634), desposó a Wolfgang II de Castell-Remlingen
- Magdalena (27 de diciembre de 1572 - 2 de abril de 1596), desposó al Conde Enrique I de Reuss-Gera (10 de junio de 1572 en Gera - 13 de diciembre de 1635 en Gera). Era el hijo del Conde Enrique XVI de Reuss-Gera (1530-1572) y su segunda esposa Dorotea de Solms-Sonnewalde (1547-1595).
- Praxedis (1 de mayo de 1574 - 15 de agosto de 1633)
- Marta (29 de abril de 1575 - 19 de diciembre de 1632), desposó a Juan Casimiro de Leiningen-Westerburg (m. 1635)
- María Isabel (12 de junio de 1575 - 31 de enero de 1605), desposó al Conde Juan Reinardo I de Hanau-Lichtenberg (13 de febrero de 1569 en Bitche - 19 de noviembre de 1625 en Lichtenberg). Era el hijo del Conde Felipe V de Hanau-Lichtenberg y Ludovica Margarita de Zweibrücken-Bitsch (19 de julio de 1540 en Ingweiler - 15 de diciembre de 1569 en Buchsweiler).
- Luis Casimiro (4 de febrero de 1578 - 16 de septiembre de 1604)
- Catalina Juana (6 de julio de 1579 - 28 de noviembre de 1615)
- Carlos VII (14 de noviembre de 1582 - 11 de octubre de 1641), desposó a la Condesa Palatina Sofía de Zweibrücken-Birkenfeld, la hija del Conde Palatino Carlos I de Zweibrücken-Birkenfeld y Dorotea de Brunswick-Luneburgo.
- Felipe Ernesto (11 de agosto de 1584 - 29 de enero de 1628), desposó a Ana María de Solms-Sonnewalde (14 de enero de 1585 en Sonnewalde - 20 de noviembre de 1634 en Ottweiler). Era la hija de Otón de Solms-Sonnewalde (25 de junio de 1550 en Sonnewalde - 29 de enero de 1612 en Sonnewalde) y Ana Amalia de Nassau-Weilburg (12 de octubre de 1560 en Weilburg - 6 de enero de 1635 en Estrasburgo). Ana Amalia era la hija mayor del Conde Alberto de Nassau-Weilburg.
- Alberto (30 de diciembre de 1585 - 21 de octubre de 1605)
- Wolfgang Ernesto (11 de agosto de 1584 - 29 de enero de 1588)
- Dorotea Walburga (20 de septiembre de 1590 - 20 de septiembre de 1656), desposó a Felipe Enrique de Hohenlohe-Waldenburg (3 de junio de 1591 en Waldenburg - 22 de marzo de 1644), quien fue Conde de Hohenlohe-Waldenburg de 1615 hasta su muerte. Era el hijo de Jorge Federico I de Hohenlohe-Waldenburg (1562-1660) y Dorotea de Reuss-Plauen (1570-1631).

- Datos: Q2401530
- Multimedia: Wolfgang II, Count of Hohenlohe-Weikersheim / Q2401530